# Toby Rix
Toby Rix, pseudoniem van Tobias Lacunes (Amsterdam, 28 februari 1920 – Beverwijk, 15 december 2017), was een Nederlands zanger, clown, entertainer en acteur.

## Loopbaan
Lacunes vormde vlak voor de Tweede Wereldoorlog met zijn vriendin Marietje Jansen en Bob Geskus het trio The Young Rambling Cowboys. In de oorlog kregen ze door hun Amerikaanse cowboyrepertoire problemen met de Duitse bezetter en schakelden ze over op Zuid-Amerikaanse en Spaanse liedjes onder de naam Los Magelas, naar de eerste letters van MArietje, GEskus en LAcunes. De groep viel in 1943 uit elkaar en Lacunes noemde zich daarna Toby Rix.
Na de oorlog had hij een toeteract: "Toby Rix en zijn toeterix". Zijn voorbeelden daarbij waren de Engelse komiek George Formby, de Rotterdamse muzikale clown Guus Brox en de Amerikaan Spike Jones. Behalve populaire liedjes in een houtje-touwtjevertaling toeterde hij ook werk van Bach en het  trompetconcert in S van Haydn. Toen eind 1964 zijn collectie toeters verloren ging bij een brand die het Haagse Gebouw voor Kunsten en Wetenschappen in de as legde, werd een landelijke actie gehouden waarbij een grote hoeveelheid toeters voor Rix werd ingezameld.
In de jaren zestig had hij als "Tobietel Rix" een hitje met Hand in hand, een parodie op I Want to Hold Your Hand (1963) van The Beatles.
Andere parodieën die hij uitbracht:
- Malle vent ja (1956), een bewerking van Malagueña van Los Paraguayos
- Tante Greet ik ken d'r (1957), een  bewerking van The Great Pretender van The Platters
- De drie wekkers, een bewerking van Les trois cloches
- Mooie Vera (1958), bewerking van Buona sera van Louis Prima
- Mijn vader is een mooie (1960), bewerking van My old man is a dustman van Lonnie Donegan

Bekend werd ook:
- Heer in 't Verkeer

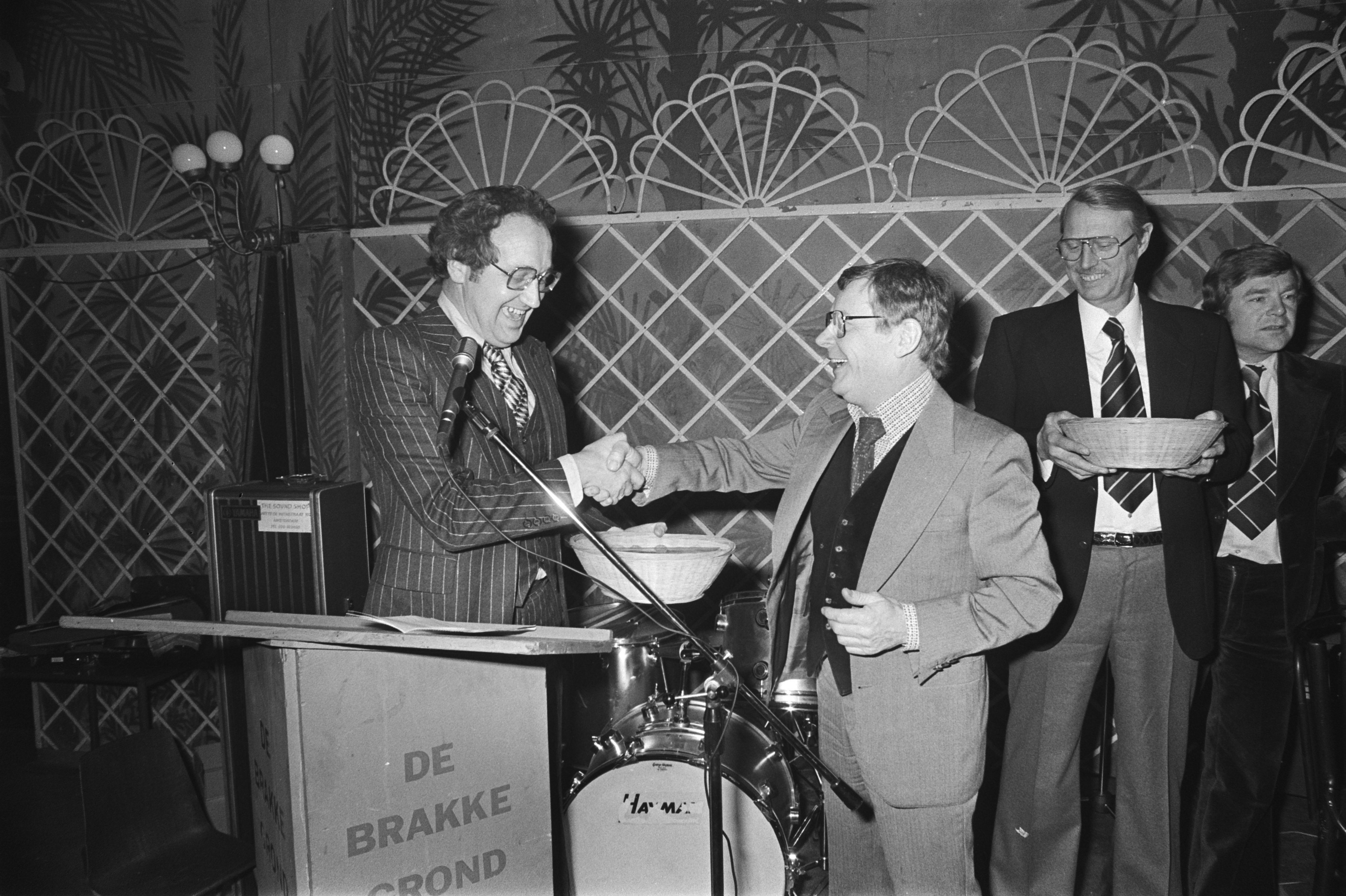
Toby Rix (midden) ontvangt van IJf Blokker de Gouden Notekraker

Rix had in 1975 een rolletje in de film Rooie Sien van Frans Weisz. In de televisieserie Hollands Glorie speelde hij een cipier in een aflevering die op 7 januari 1978 werd uitgezonden. In 1977 kreeg hij de Gouden Notekraker toegekend.

## Privéleven
Rix was de vader van actrice Maroesja Lacunes (1945) en zanger Jerry Rix (1947-2016).